# Zum Ritter St. Georg (Steigra)

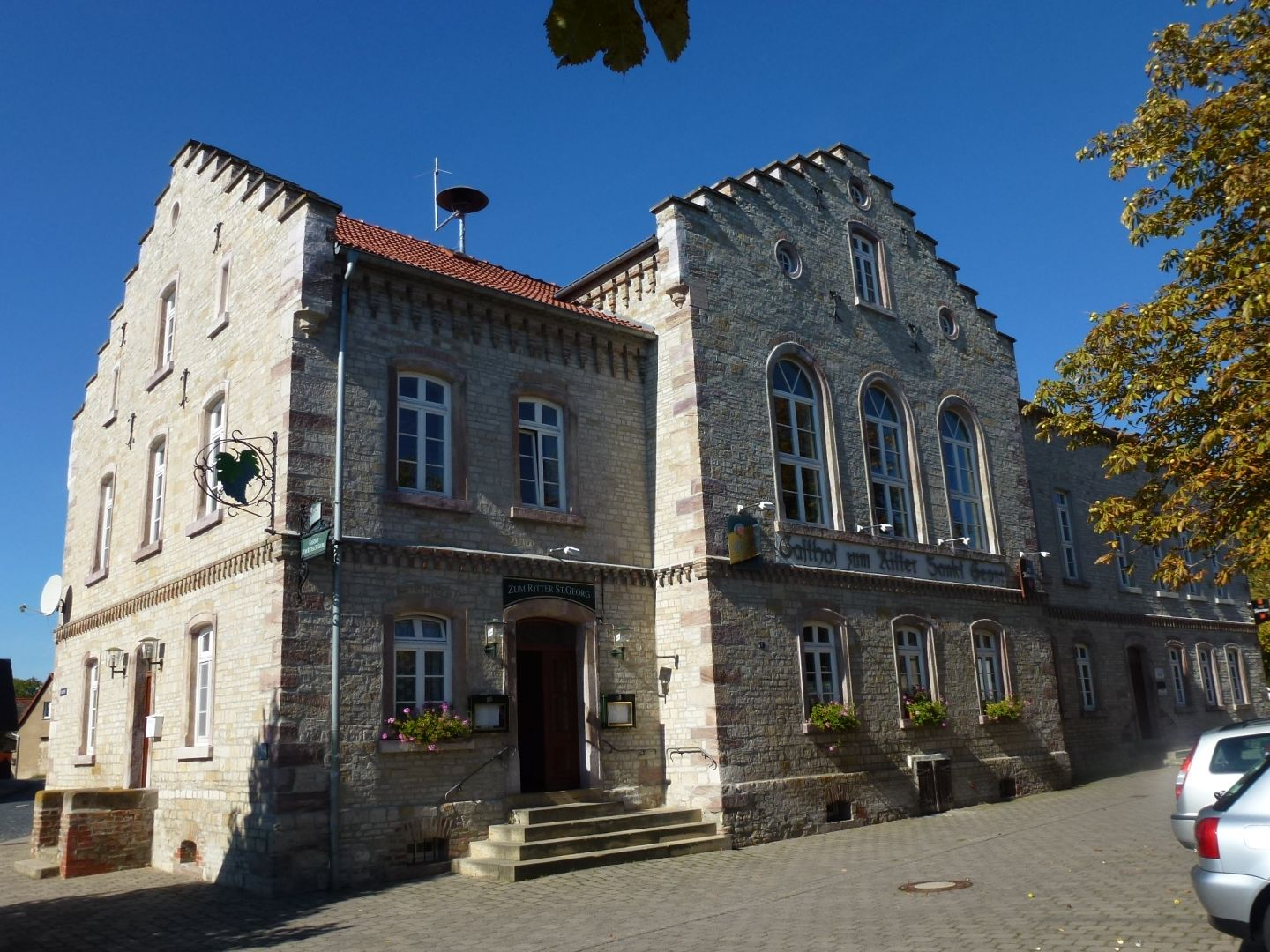
Gasthof Zum Ritter St. Georg

Der Gasthof Zum Ritter St. Georg ist ein denkmalgeschützter Gasthof in der Gemeinde Steigra in Sachsen-Anhalt. Im örtlichen Denkmalverzeichnis ist er unter der Erfassungsnummer 094 66053 als Baudenkmal verzeichnet.
Der Gasthof Zum Ritter St. Georg befindet sich unter der Adresse Straße an der B 180 1. Durch die günstige Lage des Ortes an zwei Heer- und Handelsstraßen ist der Gasthof für ein solches Dorf ein ungewöhnlich großes Bauwerk. Das Gebäude wurde aus Sandstein errichtet und ist um die 150 Jahre alt. Das Gebäude verfügt über einen Treppengiebel und Rundbogenfenster. Der Gasthof wird heute immer noch genutzt.